# Juventus F.C.
Juventus Football Club SpA (znany jako Juventus lub Juve) – włoski profesjonalny klub piłkarski założony 1 listopada 1897 roku jako SC Juventus przez grupę uczniów z liceum Massimo d’Azeglio, grający od 1903 roku w biało-czarnych strojach. Zespół ma siedzibę we Włoszech w Turynie. Często jest przez to niepoprawnie nazywany Juventusem Turyn.
Juventus jest najbardziej utytułowanym klubem w kraju – ma na koncie trzydzieści sześć oficjalnych tytułów mistrza kraju, szesnaście Pucharów Włoch i osiem Superpucharów Włoch. W rozgrywkach międzynarodowych zespół zwyciężył dwa razy w Lidze Mistrzów, zdobył jeden Puchar Zdobywców Pucharów, a także trzy Puchary UEFA oraz dwukrotnie Puchar Interkontynentalny w piłce nożnej
Drużyna domowe spotkania od sezonu 2011/2012 rozgrywa na nowo wybudowanym stadionie (Allianz Stadium) liczącym nieco ponad 41 tys. miejsc siedzących.

## Historia

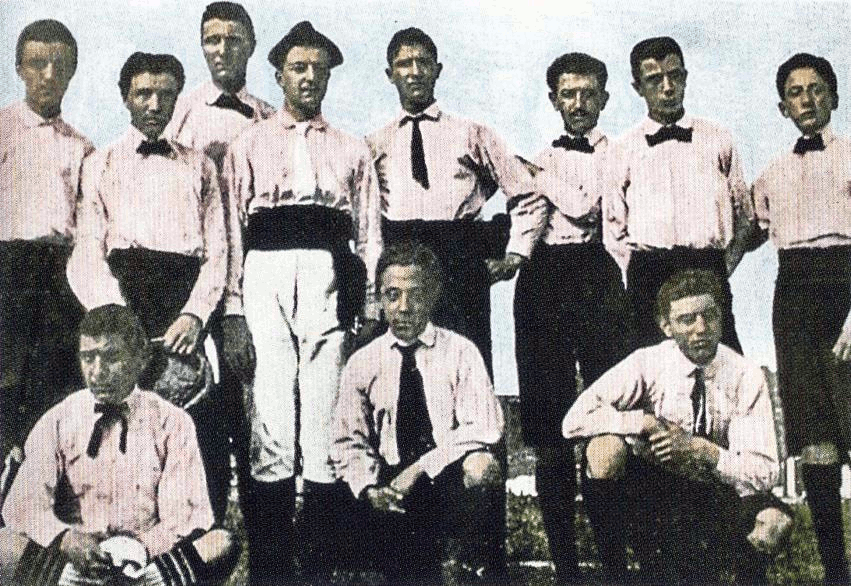
Pierwszy skład Juventusu – 1898 rok

Chronologia nazw:
- 1897: Sport-Club Juventus
- 1899: Foot-Ball Club Juventus
- 1936: Juventus
- 1942: Juventus Cisitalia
- 1945: Juventus Football Club

### Początki
Sport-Club Juventus powstał z inicjatywy turyńskich uczniów liceum Massimo D'Azeglio Lyceum 1 listopada w roku 1897. Zmiana nazwy na Foot-Ball Club Juventus nastąpiła w 1899 roku, w 1900 klub został włączony w struktury Włoskiego Związku Piłki Nożnej. W biało-czarnych koszulkach piłkarze zaczęli grać od 1903 roku. Rok później piłkarze rozegrali pierwszy oficjalny mecz. Przeciwnikiem było FC Torinese. Mecz zakończył się porażką 0:1. 9 kwietnia 1905 Juventus zdobył pierwsze mistrzostwo Włoch. W walce pokonał zespoły Milanu i Sampdorii. Za sukcesem klubu stał biznesmen Alfred Dick. Po zakończeniu I wojny światowej aspiracje Bianconerich wzrosły. Bramki bronił Giacone, a w obronie pomagali mu Novo (zaliczył występy w reprezentacji kraju) i Bruno. W tym samym czasie Corrado Corradini napisał dla klubu hymn, który obowiązywał do lat sześćdziesiątych. Giampiero Combi, jeden z najlepszych piłkarzy świata, zadebiutował w barwach Juventusu w roku 1923. Tego samego roku Edoardo Agnelli, syn założyciela Fiata, został mianowany nowym prezydentem klubu.

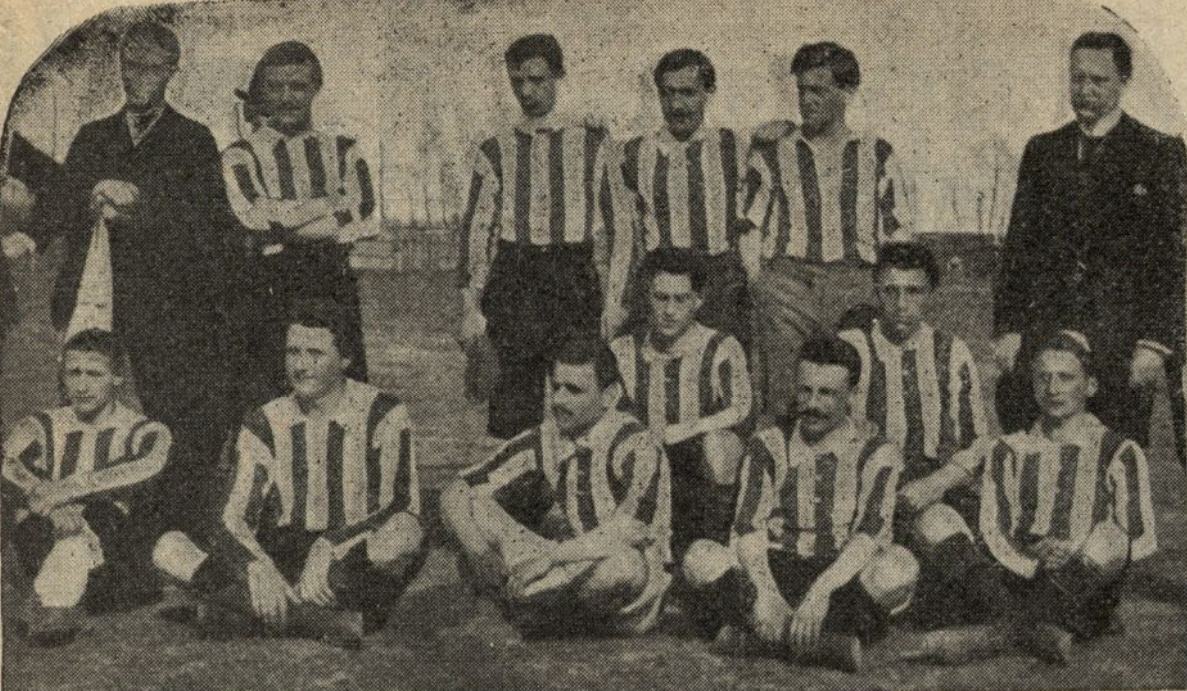
Drużyna w 1903 roku

Ponieważ Juventus pozyskiwał coraz większą rzeszę kibiców, postanowiono rozgrywać mecze na obiekcie przy Marsiglia Road. Trenerem Juve został Jenő Károly z Węgier, który wraz z Hirzerem (również Węgier) uzupełnił zdolności Combiego, Rosetty, Muneratiego i Bigatto. W 1923 roku do użytku oddano nowy stadion. Efektem tej współpracy był drugi tytuł mistrzowski zdobyty w sezonie 1925/26. Sezon 1929/30 to pierwszy sezon Serie A, w którym udział wzięło 18 drużyn. A już od następnego, przez pięć lat (1930/31-1934/35) Juventus wygrywał rokrocznie ligę włoską. W klubie grały takie gwiazdy jak Orsi, Caligaris, Monti, Cesarini, Varglien, Bertolini, Ferrari i Borel, a trenerem był Carlo Carcano, który prowadził także reprezentację Włoch. W 1936 roku klub skrócił nazwę do Juventus, a w sezonach 1942/1943 i 1944 nazywał się Juventus Cisitalia.

### Po II wojnie światowej
W 1945 klub przyjął obecną nazwę Juventus Football Club. Po zdobyciu piątego z rzędu mistrzostwa Włoch w katastrofie lotniczej niedaleko Genui zginął Edoardo Agnelli. W roku 1947 prezydenturę objął Giovanni Agnelli. W tym czasie w klubie grały takie sławy jak Parola i dwójka Duńczyków – Hansen (pierwotnie miał występować w Torino) i Præst. W tym samym czasie w Juventusie grał Giampiero Boniperti, który zaliczył 664 mecze dla Juve, w tym 444 w Serie A. W 15 sezonach zdobył dla Juventusu 177 bramek.
W latach 1950 i 1952 Juventus dołożył kolejne dwa tytuły mistrzowskie. W 1954 roku Giovanni Agnelli zrezygnował z prezydentury na rzecz swojego młodszego brata, który po odbyciu służby wojskowej w 1955 roku objął stery Juve.
Dzięki Omarowi Sívoriemu (jako pierwszy piłkarz Juventusu otrzymał „Złotą Piłkę”) i Johnowi Charlesowi Juventus wywalczył kolejne 3 scudetta (1958, 1960, 1961) oraz pierwszą gwiazdkę za wywalczenie 10 tytułów mistrzowskich. Rok 1967 przyniósł kolejne scudetto dla Juventusu. Prezydentem był już Vittore Catelli. Umberto Agnelli zrezygnował z przewodzenia Bianconerim tuż przed sezonem 1961/62.

### Wielkie czasy Juventusu
W 1971 roku prezydentem został Giampiero Boniperti. W następnych 15 latach (1972-87) Juventus dziewięć razy był najlepszą drużyną we Włoszech. Dołożył też sukcesy na arenie europejskiej i międzynarodowej. Trenerami w tych czasach byli Vycpálek, Parola i Giovanni Trapattoni. Barwy Juve w tych latach reprezentowali tacy piłkarze jak: Zoff, Scirea, Capello, Cabrini, Causio, Rossi, Gentile, Furino, Anastasi i Bettega. Włochów uzupełniali obcokrajowcy, m.in.: Zbigniew Boniek, Francuz Michel Platini (zdobywca 2 scudetto, 2 Europejskich Pucharów, Pucharu Interkontynentalny, 3 tytułów króla strzelców, 3 Złotych Piłek) i Duńczyk Michael Laudrup.

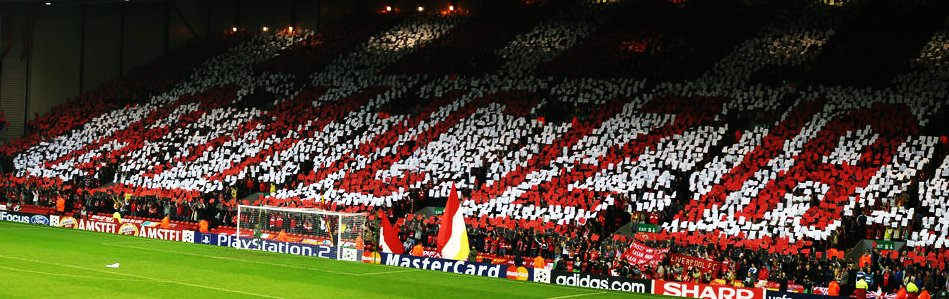
Napis Amicizia (wł. przyjaźń) utworzony na trybunie The Kop przez kibiców Liverpoolu w 20 rocznicę wydarzeń na Heysel.

### Tragedia na Heysel
Jednym z najtragiczniejszych momentów tamtych czasów, był finał Pucharu Mistrzów w roku 1985, kiedy naprzeciwko sobie stanęły drużyny Juventusu i Liverpoolu. Kibice Liverpoolu rzucili się na kibiców Juventusu w trakcie meczu. W wyniku obrażeń i ścisku jaki zapanował wśród uciekających kibiców zginęło 39 fanów z Włoch.
Wydarzenia te były emitowane na żywo przez wszystkie stacje telewizyjne, które wykupiły prawo do emisji tego meczu, w tym także przez Telewizję Polską. Zamieszki zaczęły się około godziny 19. Fani Liverpoolu bez problemu przedarli się przez małe ogrodzenie i zaatakowali kibiców Juventusu. Włoscy kibice zaczęli uciekać, tratując się nawzajem. Część osób została przygnieciona trzymetrową ścianą, która zawaliła się pod naporem tłumu.
Mimo tego mecz rozegrano, a Juventus – z Michelem Platinim i Zbigniewem Bońkiem w składzie – wygrał z Liverpoolem 1:0 zdobywając po raz pierwszy Puchar Europy.

### Wielka trójca – Triada
Rok 1994 to początek przewodnictwa wielkiej trójcy (Antonio Giraudo, Luciano Moggi i Roberto Bettega). Trenerem został Marcello Lippi. W pierwszym roku pracy od razu poprowadził piłkarzy do pierwszego od 9 lat mistrzostwa Włoch. Do tego dołożył także dziewiąty Puchar Włoch, lecz poniósł porażkę w finale Pucharu UEFA.
Sezon 1995/96 to sukces w Lidze Mistrzów (spadkobiercy po Pucharze Europy). W finale drużyna Lippiego pokonała AFC Ajax po rzutach karnych. Kolejne lata to kolejne sukcesy: Puchar Interkontynentalny w Tokio, Superpuchar Europy, a do tego kolejny sukces w krajowych rozgrywkach, czyli 24. scudetto.
Lippi doprowadził Juventus do kolejnych dwóch finałów Ligi Mistrzów jednak Juventus nie zdołał pokonać najpierw Borussii Dortmund (1996/97), a potem Realu Madryt (1997/98). Lippi te niepowodzenia wynagrodził kibicom zdobywając scudetto numer 25. i kolejny Superpuchar Włoch.
Barwy Juve reprezentowali wtedy między innymi: Peruzzi, Ferrara, Pessotto, Zidane, Dechamps, Ravanelli, Vialli, Vieri, Inzaghi, R. Baggio oraz Del Piero, który stał się symbolem Juventusu na przełomie wieków. W 1999 roku Lippiego zastąpił Carlo Ancelotti. W 1999 roku Bianconeri wywalczyli awans do Pucharu UEFA wygrywając Puchar Intertoto. Rok 2001 to powrót Marcello Lippiego i dokładnie tak samo jak w roku 1994 Lippi obejmując Juventus zdobył scudetto. Rok później powtórzył wyczyn deklasując pozostałe drużyny Serie A. Lippi dwukrotnie staje przed szansą wywalczenia dziesiątego trofeum w Pucharze Włoch, jednak najpierw silniejsza była AC Parma (2001/02), a następnie S.S. Lazio (2003/04).
Pod koniec maja 2004 roku nowym trenerem Juve zostaje Fabio Capello, który już w pierwszym sezonie zdobył z zespołem Starej Damy scudetto. Sezon 2004/2005 Juve zakończyło na ćwierćfinale Ligi Mistrzów. Do klubu przed sezonem przybyli: Cannavaro, Zebina, Emerson, Mutu, Ibrahimović.
Latem zespół zasili Christian Abbiati, Giorgio Chiellini oraz Patrick Vieira. W następnym sezonie 2005/2006 Juventus ponownie sięgnął po Mistrza Włoch, lecz w Lidze Mistrzów doszedł do ćwierćfinału ulegając Arsenalowi.

### Afera Calciopoli
Pod koniec sezonu 2005/06 wyszła na jaw sprawa kontaktowania się z rzekomymi osobami odpowiedzialnymi za przydzielanie arbitrów na mecze ligowe przez przedstawicieli zarządów czołowych włoskich klubów – Juventusu, Milanu, Lazio oraz Fiorentiny – tzw. Afera Calciopoli. Na podstawie wyroku, który zapadł 14 lipca 2006 roku, Juventus został zdegradowany do Serie B. Tym samym odebrane zostały mu również tytuły mistrzowskie wywalczone w sezonach 2004/2005 oraz 2005/2006, jak również prawo do występów w kolejnej edycji Ligi Mistrzów. Jednocześnie klub przystąpić miał do rozgrywek Serie B z ujemnym dorobkiem 30 punktów. W związku z tym z klubu odeszli: Cannavaro, Thuram, Zambrotta, Vieira, Ibrahimovic i Emerson. Jednak pozostanie w klubie zadeklarowały żywe legendy klubu: Alessandro Del Piero, Mauro Camoranesi, David Trezeguet, Pavel Nedved, i Gianluigi Buffon. 25 lipca 2006 roku sąd apelacyjny włoskiej federacji piłkarskiej złagodził karę klubowi, odejmując 17 punktów w miejsce 30 na starcie kolejnego sezonu Serie B. 27 października 2006 Sąd Arbitrażowy złagodził karę do 9 karnych punktów.

### Powrót do Serie A
19 maja 2007 roku, na trzy kolejki przed końcem rozgrywek, Juventus zapewnił sobie bezpośredni awans do Serie A. Po wyjazdowej wygranej z AC Arezzo (5-1) turyńczycy mieli 8 punktów przewagi nad drugim Genoa CFC oraz 10 nad trzecim SSC Napoli, co dało im pewne pierwsze miejsce, premiowane promocją do najwyższej klasy rozgrywkowej bez udziału w barażach. Po ostatnim gwizdku sędziego zawodnicy Starej Damy założyli różowe koszulki z napisem „B...astA” (litera B przekreślona; basta po włosku znaczy dosyć).
Po tym jak Juve wywalczyło awans do Serie A zespół zasiliło wielu zawodników, którzy mieli pomóc w zdobyciu mistrzostwa kraju. Zaliczają się do nich Vincenzo Iaquinta, Sergio Almirón, Antonio Nocerino, Domenico Criscito oraz Tiago Mendes.
Niestety sezon 2007/08 Juventus zakończył na trzeciej pozycji tuż za Interem i Romą, a przed Fiorentiną. W klasyfikacji strzelców wygrało dwóch graczy Juventusu: Alessandro Del Piero (21 bramek) i David Trezeguet (20 bramek). Pozycja ta dała możliwość wystąpienia ponownie klubu w Lidze Mistrzów.
Latem 2008 roku do klubu sprowadzono Amauriego, Alexandra Manningera, Olofa Mellberga i Christiana Poulsena. Drużynę opuścili Antonio Nocerino, Domenico Criscito oraz Rubén Olivera. W sezonie 2008/09 Juventus zajął drugą pozycję i tym razem ustąpił pola jedynie Interowi. Za Starą Damą znalazły się A.C. Milan i ACF Fiorentina. Najlepszym strzelcem zespołu ponownie okazał się Alessandro Del Piero, który zdobył 12 bramek. Tuż za nim znalazł się Amauri z dorobkiem 11 goli. W Lidze Mistrzów Juventus doszedł do 1/8 finału, ulegając w nim Chelsea.
Mimo że do klubu zakupiono Diego oraz Felipe Melo sezon 2009/10 dla zespołu był jednym z gorszych od kilkunastu lat. Trenerem został były piłkarz Juventusu Ciro Ferrara, jednak po kiepskich wynikach został zwolniony już w styczniu 2010. Nowym trenerem został Alberto Zaccheroni, który miał wyprowadzić Starą Damę z kryzysu. Jednak mu się to nie udało i Juventus ostatecznie zajął 7. pozycję i zakwalifikował się do III rundy kwalifikacyjnej Ligi Europy. Po zakończonym sezonie nowym trenerem został Luigi Delneri. W pierwszej rundzie fazy grupowej Ligi Europy Juventus trafił do grupy A, mając za przeciwników m.in. Lecha Poznań. Juventus jednak nie wyszedł z tej grupy zdobywając mniejszą liczbę punktów niż wspomniany Lech Poznań oraz angielski zespół Manchester City.
31 maja 2011 roku nowym szkoleniowcem zespołu został Antonio Conte. Sezon 2011/2012 Juve zakończyło z tytułem mistrza kraju. Dokonało tego w efektownym stylu – w lidze w 38 meczach zanotowali 24 zwycięstwa i 14 remisów, będąc pierwszą od 20 lat drużyną w Serie A, która przez cały sezon pozostała niepokonana. Ekipa doszła też do finału Pucharu Włoch, w którym przegrała 0:2 z SSC Napoli.
Ze względu na odebranie tytułów z sezonów 2004/05 i 2005/06 (afera Calciopoli), oficjalna liczba zdobytych mistrzostw Włoch wynosiła wówczas 29. W związku z tym klub nie miał prawa umieścić trzech złotych gwiazdek na koszulkach (za 30 tytułów mistrzowskich). Od sezonu 2012/13 zrezygnowano z umieszczenia na koszulkach dwóch przysługujących klubowi gwiazdek, a pod herbem umieszczono napis 30 SUL CAMPO (pol. 30 NA BOISKU). Pomimo tych obostrzeń trzy złote gwiazdki prezentowane są na oficjalnej stronie klubu i cieszą się popularnością wśród kibiców.
W sezonie 2012/13 klub zakupił Nicolasa Anelkę, Paula Pogbę, Kwadwo Asamoaha, Sebastiana Giovinco, Mauricio Islę oraz Lúcio. Sezon 2012/13 klub zakończył na pierwszym miejscu w lidze za dorobkiem 87 punktów oraz dotarł do półfinału pucharu Włoch. W Lidze Mistrzów Juve dotarło do ćwierćfinału, gdzie uległo 0:4 Bayernowi Monachium.
W lipcu 2013 do klubu trafił Carlos Tévez, który otrzymał numer „10” po Alessandro Del Piero. Oprócz niego do klubu przybyli Fernando Llorente oraz Angelo Ogbonna. Zespół opuścili Alessandro Matri, Nicolas Anelka, Felipe Melo oraz Emanuele Giaccherini. Sezon zakończył się rekordową liczbą 102 punktów w lidze, co oczywiście przyniosło Juventusowi trzeci ligowy tytuł pod wodzą Conte. W Lidze Mistrzów klub zawiódł odpadając z grupy, a w Lidze Europejskiej nie wykorzystał szansy zagrania w finale na własnym stadionie po tym jak został wyeliminowany w półfinale przez Benficę.
15 lipca 2014 roku, po trzech wspaniałych latach pracy, Antonio Conte, który w maju zdecydował pozostać w klubie jeszcze co najmniej rok, zdecydował się go opuścić z powodu odmiennych z zarządem wizji klubu. W jego miejsce pojawił się Massimiliano Allegri, a do klubu przybyli również: na zasadzie wolnego transferu Kingsley Coman, kupiony z Realu Álvaro Morata i sprowadzony z Manchesteru United Patrice Évra oraz wypożyczeni Roberto Pereyra i Rômulo.
W 2018 klub dokonał największego transferu w historii klubu i włoskiej piłki za 100 milionów euro z Realu Madryt pozyskano portugalskiego napastnika Cristiano Ronaldo.

## Barwy klubowe, strój, herb, hymn
| Biały | Czarny |

Klub ma barwy biało-czarne. Każda z nich ma swoje znaczenie. Przez całą historię piłkarze domowe spotkania zazwyczaj grają w białych koszulkach w czarne pasy, białych spodenkach (czasem czarnych) oraz białych getrach. Do 1903 roku grali w różowych koszulkach z czarnym krawatem. Taki strój szybko tracił kolor podczas prania, dlatego dostawca został poproszony o opracowanie innej formy. Juventus zapytał jednego ze swoich członków zespołu, Anglika Johna Savage’a, czy mógłby dostarczyć z Anglii nowe koszule w kolorach, które byłyby bardziej wytrzymałe. Jego znajomy, który mieszkał w Nottingham i był kibicem Notts County F.C., zobowiązał się wysyłać czarno-białe koszule w paski do Turynu.
Pierwszy herb klubu powstał w 1920. Z czasem oficjalny emblemat Juventusu został poddany różnym i małym modyfikacjom. W latach 70. i 90. XX wieku logo Juventusu nie było tradycyjne. Wtedy sylwetka zebry została użyta jako herb. Poprzednia modyfikacja odznaki Juventusu miała miejsce w 2004 roku, kiedy herb klubu zamienił się w czarno-białą owalną tarczę podobnie to tarcz używanych przez włoskich duchownych. Jest on podzielony na pięć pionowych pasów: dwa białe paski i trzy czarne paski, wewnątrz których znajdują się inne elementy. W górnej części nazwa klubu nałożona na białą wypukłą sekcję ze złotą krzywizną (złoto za zasługi). Biała sylwetka szarżującego byka (jest symbolem gminy Turyn) znajdująca się w dolnej części owalnej tarczy została nałożona na czarną starą tarczę francuską. Nad podstawą czarnego trójkąta sferycznego znajduje się czarna sylwetka korony z muralu. Jest to wspomnienie o Augusta Tourinorum, starym mieście z czasów rzymskich. W przeszłości tło klubu było niebieskie – to tradycja dynastii Savoyów. Od 1982 roku herb miał dwie gwiazdki, ale w 2005 roku po odebraniu mistrzostwa gwiazdki zostały usunięte.
W styczniu 2017 roku Prezes Andrea Agnelli ogłosił ostatnią zmianę na herbie Juventusu. Odznaka reprezentuje słowo Juventus – dwie duże litery J pokazane razem w różnych wielkościach z niewielkim odstępem między nimi, aby prawie zrobić większe J. Agnelli powiedział, że znaczek odzwierciedla „sposób życia Juventusu”. Juventus był pierwszą drużyną w historii futbolu, która w 1958 roku dodała gwiazdę nad swoją odznaką, by reprezentować dziesiąte krajowe mistrzostwo w piłce nożnej. Od tamtej pory inne kluby również zaczęły umieszczać gwiazdy w swoim herbie.

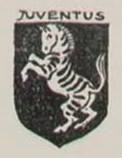
Herb z 1928
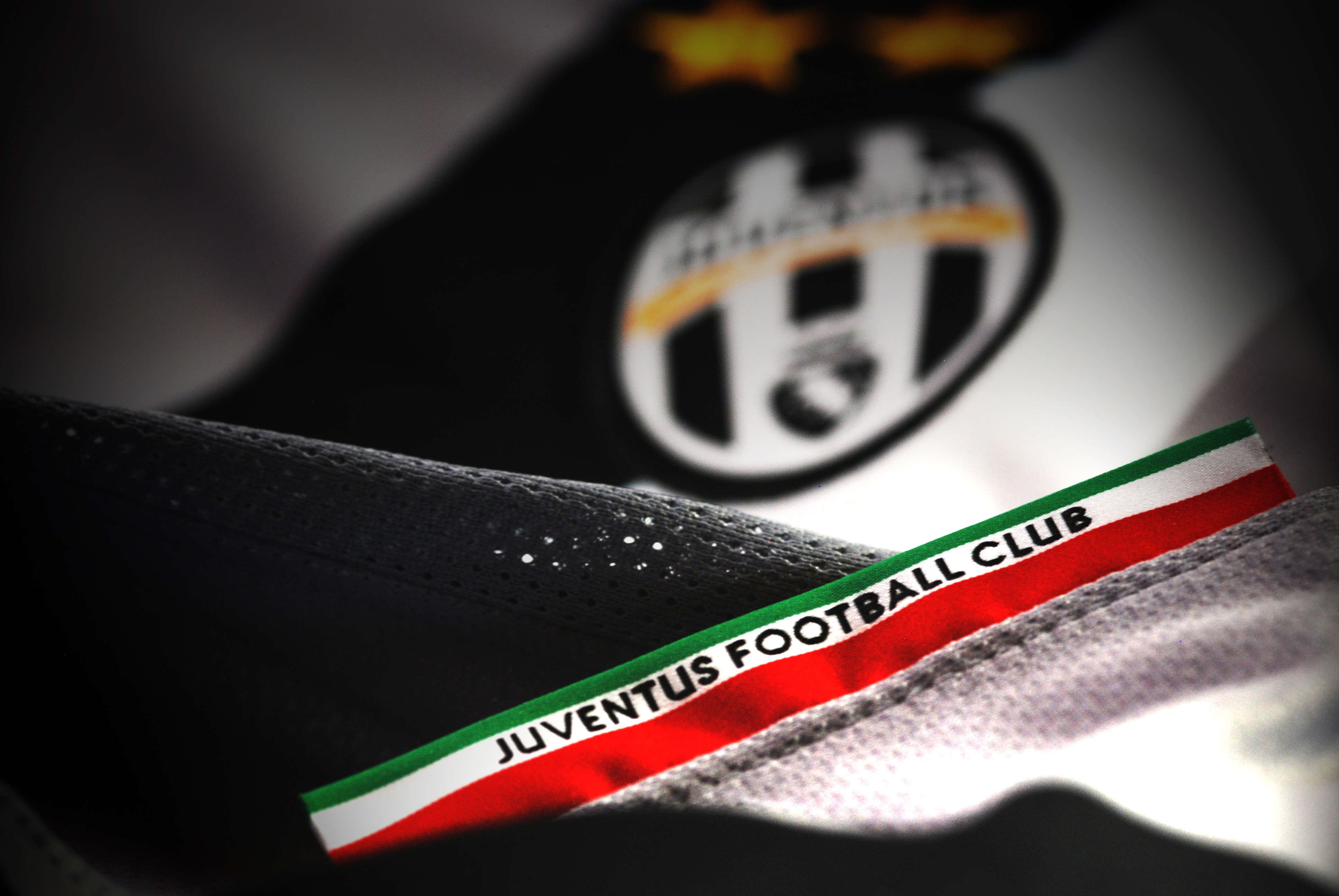
od 2004 do 2017
od 2017 do 2020
od 2020

W swojej historii klub uzyskał kilka przydomków, la Vecchia Signora (Stara Dama) jest najlepszym tego przykładem. Część pseudonimu „Stara” to kalambur na słowo Juventus, co oznacza „młodzież” po łacinie. Pochodziła z wieku piłkarzy Juventusu w połowie lat trzydziestych. Druga część „Dama” z tego pseudonimu to sposób, w jaki fani klubu pieszczotliwie odnosili się do klubu przed 1930 rokiem. Klub jest również nazywany la Fidanzata d’Italia (Dziewczyna z Włoch), ponieważ przez lata otrzymywał wysoki poziom wsparcia od południowych włoskich pracowników-imigrantów (szczególnie z Neapolu i Palermo), którzy przybyli do Turynu, aby pracować dla FIAT-u od lat 30. XX wieku. Inne pseudonimy to: [La] Madama (Dama), i bianconeri (czarno-białe), le zebre (zebry) w odniesieniu do kolorów Juventusu. I gobbi (garbuski) to pseudonim, który służy do określania kibiców Juventusu, ale jest też czasem używany przez piłkarzy klubu. Najszerzej akceptowane pochodzenie Gobbi datuje się na lata pięćdziesiąte, kiedy piłkarze grali w dużych koszulkach. Kiedy zawodnicy biegali na boisku, koszulka, która miała sznurowany otwór na klatce piersiowej, tworzył wybrzuszenie na plecach (rodzaj efektu spadochronu), sprawiając, że gracze wyglądali na garbusów.
Oficjalnym hymnem Juventusu jest Juve (storia di un grande amore), czyli Juve (opowieść o wielkiej miłości), napisana przez Alessandrę Torre i Claudio Guidettiego, w wersji wokalnej i muzyki Paolo Belli skomponowanej w 2007 roku. Utwór ten jest grany często przez kibiców Juventusu na swoim stadionie.

## Sukcesy

### Trofea międzynarodowe
| \| \| Zdobyte trofea w rozgrywkach międzynarodowych (stan na: 03-06-2017) \| |                                                                     |             |                                          |
| Rozgrywki                                                                    | Osiągnięcie                                                         | Razy        | Sezon(y)                                 |
| Puchar Interkontynentalny                                                    | zdobywca                                                            | 2           | 1985, 1996                               |
| Puchar Interkontynentalny                                                    | finalista                                                           | 1           | 1973                                     |
| · Liga Mistrzów · (Puchar Europy)                                            | zdobywca                                                            | 2           | 1985, 1996                               |
| · Liga Mistrzów · (Puchar Europy)                                            | finalista                                                           | 7* (rekord) | 1973, 1983, 1997, 1998, 2003, 2015, 2017 |
| · Liga Europy · (Puchar UEFA)                                                | zdobywca                                                            | 3           | 1977, 1990, 1993                         |
| · Liga Europy · (Puchar UEFA)                                                | finalista                                                           | 1           | 1995                                     |
| · Puchar Zdobywców                                                           | zdobywca                                                            | 1           | 1984                                     |
| · Puchar Zdobywców                                                           | finalista                                                           | 0           |                                          |
| · Superpuchar UEFA                                                           | zdobywca                                                            | 2           | 1984, 1996                               |
| · Superpuchar UEFA                                                           | finalista                                                           | 0           |                                          |
| · Puchar Intertoto                                                           | zdobywca                                                            | 1           | 1999                                     |
| · Puchar Intertoto                                                           | finalista                                                           | 0           |                                          |
| · Puchar Miast Targowych                                                     | zdobywca                                                            | 0           |                                          |
| · Puchar Miast Targowych                                                     | finalista                                                           | 2           | 1965, 1971                               |
| FIFA                                                                         | Zdobyte trofea w rozgrywkach międzynarodowych (stan na: 03-06-2017) |             |                                          |

### Trofea krajowe
| \| \| Zdobyte trofea w rozgrywkach Włoch (stan na: 02-06-2024) \| |                                                          |                                                                                          | |
| Rozgrywki                                                         | Osiągnięcie                                              | Razy                                                                                     | Sezon(y) |
| · Mistrzostwo                                                     | I miejsce                                                | 36* (rekord) (dwa tytuły odebrano klubowi wskutek afery Calciopoli, sezon 04/05 i 05/06) | 1905, 1926, 1931, 1932, 1933, 1934, 1935, 1950, 1952, 1958, 1960, 1961, 1967, 1972, 1973, 1975, 1977, 1978, 1981, 1982, 1984, 1986, 1995, 1997, 1998, 2002, 2003, 2012, 2013, 2014, 2015, 2016, 2017, 2018, 2019, 2020 |
| · Mistrzostwo                                                     | II miejsce                                               | 21* (rekord)                                                                             | 1903, 1904, 1906, 1938, 1946, 1947, 1948, 1953, 1954, 1963, 1974, 1976, 1980, 1983, 1987, 1992, 1994, 1996, 2000, 2001, 2009                                                                                           |
| · Mistrzostwo                                                     | III miejsce                                              | 12                                                                                       | 1910, 1927, 1930, 1940, 1943, 1951, 1968, 1970, 1979, 2004, 2008, 2024 |
| · Puchar                                                          | zdobywca                                                 | 15* (rekord)                                                                             | 1938, 1942, 1959, 1960, 1965, 1979, 1983, 1990, 1995, 2015, 2016, 2017, 2018, 2021, 2024 |
| · Puchar                                                          | finalista                                                | 7                                                                                        | 1973, 1992, 2002, 2004, 2012, 2020, 2022 |
| · Superpuchar                                                     | zdobywca                                                 | 9* (rekord)                                                                              | 1995, 1997, 2002, 2003, 2012, 2013, 2015, 2018, 2020 |
| · Superpuchar                                                     | finalista                                                | 7                                                                                        | 1990, 1998, 2005, 2014, 2016, 2017, 2019 |
| II liga                                                           | I miejsce                                                | 1                                                                                        | 2007 |
| II liga                                                           | II miejsce                                               | 0                                                                                        | |
| II liga                                                           | III miejsce                                              | 0                                                                                        | |
| Włochy                                                            | Zdobyte trofea w rozgrywkach Włoch (stan na: 02-06-2024) |                                                                                          | |

- Campionato Federale di Prima Categoria:
  - mistrz (2x): 1908, 1909

### Inne trofea
- Torneo di Viareggio:
  - zdobywca (8x): 1961, 1994, 2003, 2004, 2005, 2009, 2010, 2012
  - finalista (5x): 1953, 1954, 1965, 1968, 2006
- Coppa delle Alpi:
  - zdobywca (1x): 1963
  - finalista (1x): 1966
- Coppa Città di Torino:
  - zdobywca (1x): 1964
- Coppa dell'Amicizia:
  - zdobywca (1x): 1963–1965
- Coppa Super Clubs:
  - zdobywca (1x): 1983
- Trofeo Luigi Berlusconi:
  - zdobywca (11x): 1991, 1995, 1998, 1999, 2000, 2001, 2003, 2004, 2010, 2012, 2021
  - finalista (9x): 1996, 1997, 2002, 2005, 2006, 2007, 2008, 2009, 2011
- Memorial Pier Cesare Baretti:
  - zdobywca (2x): 1992, 1993
- Trofeo Birra Moretti:
  - zdobywca (6x): 1997, 2000, 2003, 2004, 2006, 2008
  - finalista (4x): 1998, 2002, 2005, 2007
- Torneo Repubblica di San Marino:
  - zdobywca (3x): 1998, 2001, 2002
  - finalista (1x): 2000
- Trofeo Valle d’Aosta:
  - zdobywca (3x): 2001, 2002, 2003
- Trofeo TIM:
  - zdobywca (1x): 2009
  - finalista (5x): 2001, 2003, 2006, 2008, 2011

- Odznaka honorowa UEFA: 1988

## Poszczególne sezony

### Rozgrywki międzynarodowe

#### Europejskie puchary

##### Juventus w finałachLigi Mistrzów
Juventus dziewięciokrotnie występował w finale Ligi Mistrzów. Zawodnicy włoskiego zespołu podnieśli jednak puchar tylko dwa razy.
| Sezon     | Miejsce finału | Przeciwnik        | Wynik                  | Strzelcy                                                    |
| --------- | -------------- | ----------------- | ---------------------- | ----------------------------------------------------------- |
| 1972/1973 | Belgrad        | AFC Ajax          | 0:1 (0:1)              | Rep 4'                                                      |
| 1982/1983 | Ateny          | Hamburger SV      | 0:1 (0:1)              | Magath 7'                                                   |
| 1984/1985 | Bruksela       | Liverpool F.C.    | 1:0 (0:0)              | Platini 56' (k.)                                            |
| 1995/1996 | Rzym           | AFC Ajax          | 1:1 (1:1, 1:1), k. 4:2 | Ravanelli 12' – Litmanen 41'                                |
| 1996/1997 | Monachium      | Borussia Dortmund | 1:3 (0:2)              | Del Piero 64' – Riedle 29', 34', Ricken 71'                 |
| 1997/1998 | Amsterdam      | Real Madryt       | 0:1 (0:0)              | Mijatović 67'                                               |
| 2002/2003 | Manchester     | A.C. Milan        | 0:0 (0:0, 0:0), k. 2:3 |                                                             |
| 2014/2015 | Berlin         | FC Barcelona      | 1:3 (0:1)              | Morata 55' – Rakitić 4', Suárez 68', Neymar 90+7'           |
| 2016/2017 | Cardiff        | Real Madryt       | 1:4 (1:1)              | Mandžukić 27' – Ronaldo 20', 64', Casemiro 61', Asensio 90' |

### Rozgrywki krajowe
| \| Włochy \| Bilans występów klubu Juventus F.C. w rozgrywkach piłkarskich Włoch (Stan na 22 maja 2022 r.) \| \| |                                                                                               |        |       |      |     |     |      |      |     |                             |        |        |      |
| Poziom | Rozgrywki                                                                                     | Sezony | Mecze | Z    | R   | P   | B+   | B–   | Pkt | Lata                        | Awanse | Spadki | Naj. |
| I | Campionato Federale                                                                           | 4      | 15    | 9    | 1   | 4   | 38   | 16   | 19  | 1900–1903                   | 0      | 0      | 2    |
| I | Prima Categoria                                                                               | 15     | 167   | 77   | 29  | 61  | 353  | 261  | 183 | 1904–1920/21                | 0      | 0      | 1    |
| I | Prima Divisione                                                                               | 5      | 95    | 53   | 22  | 20  | 190  | 89   | 128 | 1921/22–1925/26             | 0      | 0      | 1    |
| I | Divisione Nazionale                                                                           | 5      | 128   | 69   | 33  | 26  | 278  | 131  | 171 | 1926/27–1928/29, 1945/46    | 0      | 0      | 2    |
| I | Serie A                                                                                       | 90     | 2967  | 1609 | 810 | 538 | 5247 | 2839 |     | 1929/30–2005/06, od 2007/08 | 0      | 1      | 1    |
| II | Serie B                                                                                       | 1      | 42    | 28   | 10  | 4   | 83   | 30   | 85  | 2006/07                     | 1      | 0      | 1    |
| III | Serie C                                                                                       | 0      |       |      |     |     |      |      |     |                             | 0      | 0      |      |
| IV | Serie D                                                                                       | 0      |       |      |     |     |      |      |     |                             | 0      | 0      |      |
| V | Eccellenza                                                                                    | 0      |       |      |     |     |      |      |     |                             | 0      | 0      |      |
| | Coppa Italia                                                                                  | 74     | 405   | 228  | 99  | 78  | 762  | 400  |     | od 1926                     |        |        | 1    |
| | Supercoppa italiana                                                                           | 17     | 17    | 8    | 3   | 6   | 29   | 23   |     | od 1990                     |        |        | 1    |
| Włochy | Bilans występów klubu Juventus F.C. w rozgrywkach piłkarskich Włoch (Stan na 22 maja 2022 r.) |        |       |      |     |     |      |      |     |                             |        |        |      |

#### Liga włoska
Klub od 1900 występuje na najwyższym poziomie. Jedynie w sezonach 1898 i 1899 nie brał udziału, a w sezonie 2006/07 został zdegradowany do drugiego poziomu. Jest rekordzistą ligi, zdobywając 36 razy tytuł Mistrza Włoch.

#### Puchar Włoch
Dotychczas klub rozegrał 405 meczów w rozgrywkach o Puchar kraju. 14 razy zwyciężał, a 7 przegrał w finale.

#### Superpuchar Włoch
Dotychczas klub dziewięciokrotnie zdobył Superpuchar Włoch i ośmiokrotnie poniósł w finale porażkę.

## Statystyki

### Rekordy klubowe
- Najwięcej punktów w Serie A: 102 (2013/14)
- Najmniej punktów w Serie A: 29 (1938/39 i 1961/62)
- Największe domowe zwycięstwo: 9:1 z Interem (1960/61) i 8:0 z Fiorentiną (1952/53)
- Największa domowa porażka: 7:1 z Milanem (1949/50)
- Największe wyjazdowe zwycięstwo: 7:0 z Pro Patria (1950/51)
- Największa wyjazdowa porażka: 6:0 z Interem (1953/54)
- Najwyższe zwycięstwo w pucharach: Juventus – Rumelange 7:0 (1970/71), Juventus – Lechia Gdańsk 7:0 (1983/84), Juventus – Valur Reykjavík 7:0 (1986/87), Juventus – Olimpiakos 7:0 (2003/04)
- Najwięcej zwycięstw w Serie A: 33 (2013/14)
- Najwięcej kolejnych zwycięstw: 15 (2015/16)
- Najwięcej zwycięstw na wyjeździe: 14 (1949/50)
- Najmniej porażek w sezonie: 0 (2011/12)
- Najwięcej zdobytych pkt. na możliwe: 102 na 114 (2013/14)
- Udział piłkarza w kolejno rozegranych meczach: 330 (Dino Zoff)
- Najwyższa porażka w pucharach: Wiener SK – Juventus 7:0 (1958/59)
- Najlepszy strzelec w historii: Alessandro Del Piero (301 goli)
- Najwięcej goli w jednym sezonie w lidze: Felice Borel (32, 1933/34)
- Najwięcej występów: Alessandro Del Piero (700)
- Najwięcej goli w 1 meczu: 6 (Omar Sívori. Juventus – Inter 9:1, 1960/61)
- Najwięcej widzów na delle Alpi: 67.229 (15 maja 2003, Juventus – Real Madryt)
- Najmniej widzów na delle Alpi: 237 (2001/02, z Sampdorią w Pucharze Włoch)
- Najdroższy transfer (zakup): 112 mln EUR (2018, Cristiano Ronaldo z Real Madryt)
- Najdroższy transfer (sprzedaż) 105 mln EUR (2016, Paul Pogba do Manchester United)
- Najwięcej tytułów króla strzelców: 3 (Michel Platini)
- Najdłuższa kadencja trenerska: 13 lat (Giovanni Trapattoni)
- Najdłuższa prezydentura: 19 lat (Giampiero Boniperti – 1971-1990)
- Najdłużej nosił opaskę kapitana Alessandro Del Piero – (1999-2012)
- Najdłużej szyła stroje dla Juventusu firma Kappa – 21 lat (1979-2000)
- Najdłużej noszony sponsor na koszulkach – Ariston (8 lat – 1981-1989)
- Węgier Ferenc Hirzer, strzelił więcej goli niż rozegrał meczów (w 43 meczach strzelił 50 bramek)
- Michel Platini jako zawodnik Juventusu zdobywał „Złotą Piłkę” 3 razy z rzędu (1983, 1984, 1985) – to pierwszy taki przypadek w historii piłki nożnej
- Juventus jest pierwszym zespołem, który zdobył trzy najważniejsze europejskie trofea

### Rekordy indywidualne
| Najwięcej meczów | Najwięcej meczów     | Najwięcej meczów |
| Lp.              | Piłkarz              | Mecze            |
| ---------------- | -------------------- | ---------------- |
| 1.               | Alessandro Del Piero | 705              |
| 2.               | Gianluigi Buffon     | 656              |
| 3.               | Gaetano Scirea       | 552              |
| 4.               | Giuseppe Furino      | 528              |
| 5.               | Roberto Bettega      | 482              |
| 6.               | Dino Zoff            | 476              |
| 7.               | Giorgio Chiellini    | 472              |
| 8.               | Giampiero Boniperti  | 459              |
| 9.               | Sandro Salvadore     | 450              |
| 10.              | Franco Causio        | 447              |

| Najwięcej bramek | Najwięcej bramek     | Najwięcej bramek |
| Lp.              | Piłkarz              | Bramki           |
| ---------------- | -------------------- | ---------------- |
| 1.               | Alessandro Del Piero | 289              |
| 2.               | Giampiero Boniperti  | 179              |
| 3.               | Roberto Bettega      | 178              |
| 4.               | David Trezeguet      | 171              |
| 5.               | Omar Sívori          | 167              |
| 6.               | Felice Borel         | 158              |
| 7.               | Pietro Anastasi      | 130              |
| 8.               | John Hansen          | 124              |
| 9.               | Roberto Baggio       | 115              |
| 10.              | Federico Munerati    | 114              |

#### Inne zdobycze indywidualne
| Włoski piłkarz roku (Włochy) | Włoski piłkarz roku (Włochy) |
| Rok                          | Piłkarz                      |
| ---------------------------- | ---------------------------- |
| 1998                         | Alessandro Del Piero         |
| 2006                         | Fabio Cannavaro              |
| 2008                         | Alessandro Del Piero         |

| Obcokrajowiec roku (Włochy) | Obcokrajowiec roku (Włochy) |
| Rok                         | Piłkarz                     |
| --------------------------- | --------------------------- |
| 1997 2001                   | Zinédine Zidane             |
| 2002                        | David Trezeguet             |
| 2003                        | Pavel Nedvěd                |
| 2004                        | Zlatan Ibrahimović          |

| Włoski bramkarz roku (Włochy)      | Włoski bramkarz roku (Włochy) |
| Rok                                | Piłkarz                       |
| ---------------------------------- | ----------------------------- |
| 1997 1998                          | Angelo Peruzzi                |
| 1999 2001 2002 2003 2004 2005 2006 | Gianluigi Buffon              |

## Skład zespołu
Stan na 6 lipca 2025
| Nr | Poz. | Piłkarz                                     |
| -- | ---- | ------------------------------------------- |
| 1  | BR   | Mattia Perin                                |
| 2  | OB   | Alberto Costa                               |
| 3  | OB   | Gleison Bremer                              |
| 4  | OB   | Federico Gatti                              |
| 5  | PO   | Manuel Locatelli                            |
| 7  | NA   | Francisco Conceição (wypożyczony z Porto)   |
| 8  | PO   | Teun Koopmeiners                            |
| 9  | NA   | Dušan Vlahović                              |
| 10 | NA   | Kenan Yıldız                                |
| 11 | NA   | Nicolás González (wypożyczony z Fiorentiny) |
| 12 | OB   | Renato Veiga (wypożyczony z Chelsea F.C.)   |
| 14 | NA   | Arkadiusz Milik                             |
| 15 | OB   | Pierre Kalulu                               |
| 16 | PO   | Weston McKennie                             |

| Nr | Poz. | Piłkarz                                                  |
| -- | ---- | -------------------------------------------------------- |
| 17 | PO   | Vasilije Adžić                                           |
| 18 | PO   | Filip Kostić                                             |
| 19 | PO   | Khéphren Thuram                                          |
| 20 | NA   | Randal Kolo Muani (wypożyczony z Paris Saint-Germain FC) |
| 22 | NA   | Timothy Weah                                             |
| 23 | BR   | Carlo Pinsoglio                                          |
| 24 | OB   | Daniele Rugani                                           |
| 26 | PO   | Douglas Luiz                                             |
| 27 | OB   | Andrea Cambiaso                                          |
| 29 | BR   | Michele Di Gregorio (wypożyczony z Monzy)                |
| 32 | OB   | Juan David Cabal                                         |
| 37 | OB   | Nicolò Savona                                            |
| 40 | OB   | Jonas Rouhi                                              |
| 51 | NA   | Samuel Mbangula                                          |
|    | NA   | Jonathan David                                           |

## Trenerzy, prezesi i właściciele klubu

### Trenerzy
| Lp. | Imię i nazwisko               | Okres urzędowania | Okres urzędowania |
| --- | ----------------------------- | ----------------- | ----------------- |
| 1.  | Jenő Károly                   | 1923              | 1926              |
| 2.  | József Viola                  | 1926              | 1928              |
| 3.  | William Aitken                | 1928              | 1930              |
| 4.  | Carlo Carcano                 | 1930              | 1935              |
| 5.  | Carlo Bigatto                 | 1935              | 1935              |
| 6.  | Virginio Rosetta              | 1935              | 1939              |
| 7.  | Umberto Caligaris             | 1939              | 1941              |
| 8.  | Federico Munerati             | 1941              | 1941              |
| 9.  | Felice Borel                  | 1941              | 1942              |
| 10. | Renato Cesarini               | 1946              | 1948              |
| 11. | William Chalmers              | 1948              | 1949              |
| 12. | Jesse Carver                  | 1949              | 1951              |
| 13. | Luigi Bertolini               | 1951              | 1951              |
| 14. | György Sárosi                 | 1951              | 1953              |
| 15. | Aldo Olivieri                 | 1953              | 1955              |
| 16. | Sandro Puppo                  | 1955              | 1957              |
| 17. | Ljubiša Broćić                | 1957              | 1959              |
| 18. | Teobaldo Depetrini            | 1959              | 1959              |
| 19. | Renato Cesarini               | 1959              | 1961              |
| 20. | Carlo Parola                  | 1961              | 1961              |
| 21. | Gunnar Gren Július Korostelev | 1961              | 1961              |
| 22. | Carlo Parola                  | 1961              | 1962              |
| 23. | Paulo Amaral                  | 1962              | 1964              |
| 24. | Eraldo Monzeglio              | 1964              | 1964              |
| 25. | Heriberto Herrera             | 1964              | 1969              |

| Lp. | Imię i nazwisko      | Okres urzędowania | Okres urzędowania |
| --- | -------------------- | ----------------- | ----------------- |
| 26. | Luis Carniglia       | 1969              | 1970              |
| 27. | Ercole Rabitti       | 1970              | 1970              |
| 28. | Armando Picchi       | 1970              | 1971              |
| 29. | Čestmír Vycpálek     | 1971              | 1974              |
| 30. | Carlo Parola         | 1974              | 1976              |
| 31. | Giovanni Trapattoni  | 1976              | 1986              |
| 32. | Rino Marchesi        | 1986              | 1988              |
| 33. | Dino Zoff            | 1988              | 1990              |
| 34. | Luigi Maifredi       | 1990              | 1991              |
| 35. | Giovanni Trapattoni  | 1991              | 1994              |
| 36. | Marcello Lippi       | 1994              | 1999              |
| 37. | Carlo Ancelotti      | 1999              | 2001              |
| 38. | Marcello Lippi       | 2001              | 2004              |
| 39. | Fabio Capello        | 2004              | 2006              |
| 40. | Didier Deschamps     | 2006              | 2007              |
| 41. | Giancarlo Corradini  | 2007              | 2007              |
| 42. | Claudio Ranieri      | 2007              | 2009              |
| 43. | Ciro Ferrara         | 2009              | 2010              |
| 44. | Alberto Zaccheroni   | 2010              | 2010              |
| 45. | Luigi Del Neri       | 2010              | 2011              |
| 46. | Antonio Conte        | 2011              | 2014              |
| 47. | Massimiliano Allegri | 2014              | 2019              |
| 48. | Maurizio Sarri       | 2019              | 2020              |
| 49. | Andrea Pirlo         | 2020              | 2021              |
| 50. | Massimiliano Allegri | 2021              | 2024              |
| 51. | Thiago Motta         | 2024              | 2025              |
| 52. | Igor Tudor           | 2025              |                   |

### Prezesi
| Lp. | Imię i nazwisko                                  | Okres urzędowania | Okres urzędowania |
| --- | ------------------------------------------------ | ----------------- | ----------------- |
| 1.  | Eugenio Canfari                                  | 1897              | 1899              |
| 2.  | Enrico Canfari                                   | 1898              | 1901              |
| 3.  | Carlo Favale                                     | 1901              | 1902              |
| 4.  | Giacomo Parvopassuv                              | 1903              | 1904              |
| 5.  | Alfredo Dick                                     | 1905              | 1906              |
| 6.  | Carlo Vittorio Varetti                           | 1907              | 1910              |
| 7.  | Attilio Ubertalli                                | 1911              | 1912              |
| 8.  | Giuseppe Hess                                    | 1913              | 1915              |
| 9.  | Gioacchino Armano Fernando Nizza Sandro Zambelli | 1915              | 1918              |
| 10. | Corrado Corradini                                | 1918              | 1920              |
| 11. | Gino Olivetti                                    | 1920              | 1923              |
| 12. | Edoardo Agnelli                                  | 1923              | 1935              |
| 13. | Enrico Craveri Giovanni Mazzonis                 | 1935              | 1936              |

| Lp. | Imię i nazwisko                | Okres urzędowania | Okres urzędowania |
| --- | ------------------------------ | ----------------- | ----------------- |
| 14. | Emilio de la Forest de Divonne | 1936              | 1941              |
| 15. | Piero Dusio                    | 1941              | 1947              |
| 16. | Giovanni Agnelli               | 1947              | 1954              |
| 17. | Craveri Cravetto Giustiniani   | 1954              | 1955              |
| 18. | Umberto Agnelli                | 1955              | 1962              |
| 19. | Vittore Catella                | 1962              | 1971              |
| 20. | Giampiero Boniperti            | 1971              | 1990              |
| 21. | Vittorio Caissotti di Chiusano | 1990              | 2003              |
| 22. | Franzo Grande Stevens          | 2003              | 2006              |
| 23. | Giovanni Cobolli Gigli         | 2006              | 2009              |
| 24. | Jean-Claude Blanc              | 2009              | 2010              |
| 25. | Andrea Agnelli                 | 2010              | 2023              |
| 26. | Gianluca Ferrero               | 2023              | urzęduje          |

## Stadion
Klub rozgrywa swoje mecze domowe na stadionie Allianz Stadium w Turynie, który może pomieścić 41507 widzów.
Początkowo, w latach 1897–1898 drużyna grała swoje mecze na boisku w Parco del Valentino lub w Giardino della Cittadella. Potem przeniósł się na Piazza d’Armi, gdzie występował do końca 1908, z wyjątkiem sezonu 1905/06, podczas którego macierzystą areną Juve był Stadio Motovelodromo Umberto I. Od 1909 do 1922 roku piłkarze grali na Stadio di Corso Sebastopoli, a od 1922 do 1933 na Stadio di Corso Marsiglia. Na tych stadionach Juventus wygrał 4 kolejne tytuły.
Od 1933 do 1990 roku Juventus rozgrywał swoje mecze domowe na Stadio Comunale. Początkowo stadion nosił nazwę „Benito Mussolini” i został zbudowany na Mistrzostwa Świata w 1934 roku. Po wojnie arenę zmieniono na zwyczajną nazwę „Stadio Comunale”, a później na Stadio Comunale „Vittorio Pozzo”. Na tym stadionie odbyło się 890 spotkań mistrzowskich z udziałem Juventusu, a od 1963 Juve dzielił stadion z Torino FC; arena mieściła 65 000 widzów.

### Stadio delle Alpi
Stadio delle Alpi został wybudowany w 1990 roku na potrzeby Mistrzostw Świata w piłce nożnej, których Włosi byli gospodarzami. Po dwóch latach budowy największą trudnością okazało się nadanie nazwy dla nowej areny piłkarskiej. Propozycje nadania takich nazw jak „Meeting” czy „Agora” szybko zostały porzucone przez radę miasta. Wówczas to pomyślano o górach Alpach, u podnóży których leży Turyn. Stąd też wzięła się nazwa – Stadio delle Alpi. Stadion ma teoretyczną pojemność 70040 miejsc, ale ze względów bezpieczeństwa zmniejszono jego pojemność najpierw do 67 tys., a potem do 60 tys. miejsc. Po sezonie 2005/06 Stadion Alpejski został zburzony, w jego miejsce powstał otwarty w 2011 roku Juventus Arena. W latach 2006–2011 Juventus swoje mecze rozgrywał na Stadio Olimpico di Torino.

### Allianz Stadium
Stadion o nazwie Juventus Arena został wybudowany w 2011 roku, w miejscu wyburzonego w 2006 Stadio delle Alpi. Obiekt został zainaugurowany 8 września 2011 roku spotkaniem towarzyskim Juventusu z Notts County F.C., zakończonym remisem 1:1. Jest to pierwszy w historii włoskiego futbolu stadion należący w całości do klubu. Wszystkie pozostałe zespoły rozgrywają mecze na stadionach miejskich. Od 1 lipca 2017 roku na podstawie porozumienia z grupą ubezpieczeniową Allianz, stadion nosi nazwę Allianz Stadium.

### Obiekty treningowe
Bazą treningową Juventusu jest Juventus Center mieszcząca się w Vinovo, w Piemoncie 14 km na południowy wschód od Turynu. Centrum zostało otwarte w 2006 roku. Teren ośrodka to 140 tys. m², chociaż obecnie użytkuje się 6 tys. m². Obejmuje obiekty medyczne oraz szkolenia dla pierwszego zespołu, i dziewięć sekcji młodzieżowych. Z ośrodka jest też nadawana telewizja Juventus Channel.

### Siedziby klubu
| Lata | Lata  | Siedziba                  |
| ---- | ----- | ------------------------- |
| 1898 | 1898  | Via Montevecchio          |
| 1899 | 1899  | Via Piazzi 4              |
| 1900 | 1902  | Via Gazometro 14          |
| 1903 | 1904  | Via Pastrengo             |
| 1905 | 1906  | Via Donati 1              |
| 1919 | 1921  | Via Carlo Alberto 43      |
| 1921 | 1922  | Via Botero 16             |
| 1923 | 1933  | Corso Marsiglia           |
| 1934 | 1943  | Via Bogino 12             |
| 1944 | 1947  | Corso IV Novembre 151     |
| 1948 | 1964  | Piazza San Carlo 206      |
| 1965 | 1985  | Galleria San Federico 54  |
| 1986 | 2000  | Piazza Crimea 7           |
| 2001 | 2017  | Corso Galileo Ferraris 32 |
| 2017 | nadal | Via Druento 175           |

## Sponsorzy

### Główni sponsorzy
| Sezony    | Sezony    | Sponsor główny                  |
| --------- | --------- | ------------------------------- |
| 1981/1982 | 1988/1989 | Ariston                         |
| 1989/1990 | 1991/1992 | Upim                            |
| 1992/1993 | 1994/1995 | Danone                          |
| 1995/1996 | 1997/1998 | Sony (Sony Minidisc)            |
| 1998/1999 | 1998/1999 | D+ Libertà Digitale/Tele+       |
| 1999/2000 | 1999/2000 | D+ Libertà Digitale /Tele+/Sony |
| 2000/2001 | 2000/2001 | Tele+/Sportal.com               |
| 2001/2002 | 2001/2002 | Fastweb/Tu Mobile               |
| 2002/2003 | 2003/2004 | Fastweb/Tamoil                  |
| 2004/2005 | 2004/2005 | Tamoil/Sky Sports               |
| 2005/2006 | 2006/2007 | Tamoil                          |
| 2007/2008 | 2009/2010 | New Holland (Fiat Group)        |
| 2010/2011 | 2011/2012 | BetClic/Balocco                 |
| 2012/2013 | 2020/2021 | Jeep                            |

### Sponsorzy techniczni
| Sezony    | Sezony    | Sponsor techniczny |
| --------- | --------- | ------------------ |
| 1979/1980 | 1999/2000 | Kappa              |
| 1999/2000 | 2000/2001 | Ciao Web           |
| 2000/2001 | 2002/2003 | Lotto              |
| 2003/2004 | 2014/2015 | Nike               |
| 2015/2016 | obecnie   | Adidas             |

## Inne sekcje i oddziały klubu
Juventus prowadzi drużyny dla dzieci i młodzieży w każdym wieku. Drużyna młodzieżowa dla najstarszych juniorów to Juventus Primavera. Juventus ma także oddział piłki nożnej kobiecej o nazwie Juventus Women – to drużyna zaliczana do jednych z najlepszych we Włoszech. W przeszłości (lata 1923–1947) klub uruchamiał i zamykał sekcje sportowe w dyscyplinach: tenis ziemny, hokej na lodzie, pływanie, bocce.

### Juventus College
Klub założył i prowadzi własną szkołę dla dzieci i młodzieży o nazwie Juventus College (J-College). Ma ona na celu łączenie edukacji z rozwojem sportowym. Wpisuje się ona w filozofię klubu, w której liczy się nie tylko wynik sportowy, ale także zachowanie poza areną sportową i kulturalne zachowanie. We wrześniu 2014 roku J-College otrzymał włoskiego Ministra Edukacji tytuł Liceum Sportowego dla pierwszego stopnia edukacji.

## Juventus w kulturze i mediach
Juventus od wielu dekad pojawia się w utworach wielu artystów. Nazwa klubu pojawia się w książkach włoskich pisarzy takich jak np. Mario Soldati czy Niccolo Ammaniti. Bracia Mauro i Marco La Villa stworzyli film The Juventus Story: Black and White Stripes. Juventus to pierwszy klub sportowy ze światowej czołówki, o którym Netflix nagrał serial dokumentalny. O Juventusie lub piłkarzach tej drużyny utwory muzyczne nagrali artyści rapowi m.in.: Barbitch, Daniboy, METRO czy Polak Emcef. Juventus to także pierwszy klub piłkarski na świecie, który wydał własną aplikację VR. Dzięki niej można z perspektywy pierwszej osoby zobaczyć np. trening drużyny czy szatnię przed meczem. Pierwsze historyczne relacje na żywo z meczu piłkarskiego we włoskim radiu i telewizji dotyczyły meczów Juventusu.
Książki o Juventusie:
- Renato Tavella – Il romanzo della grande Juventus (faublaryzowany dokument).
- Renato Tavella – Mario Pedrale seminatore d’oro bianconero. La scuola calcio Juventus nella storia.
- Claudio Moretti – 1001 storie e curiosità sulla grande Juventus che dovresti conoscere.
- Adam Digby – Juventus – Historia w Biało-Czarnych Barwach.
- Tomasz Lipiński – Juventus Turyn.
- Mariusz Kordek, Karol Nawrocki – Lechia – Juventus. Więcej niż mecz. (dokument, reportaż z dwumeczu Juventus – Lechia Gdański z 1983 roku).
- Zbigniew Boniek – Prosto z Juventusu.

## Kibice i rywalizacja z innymi klubami

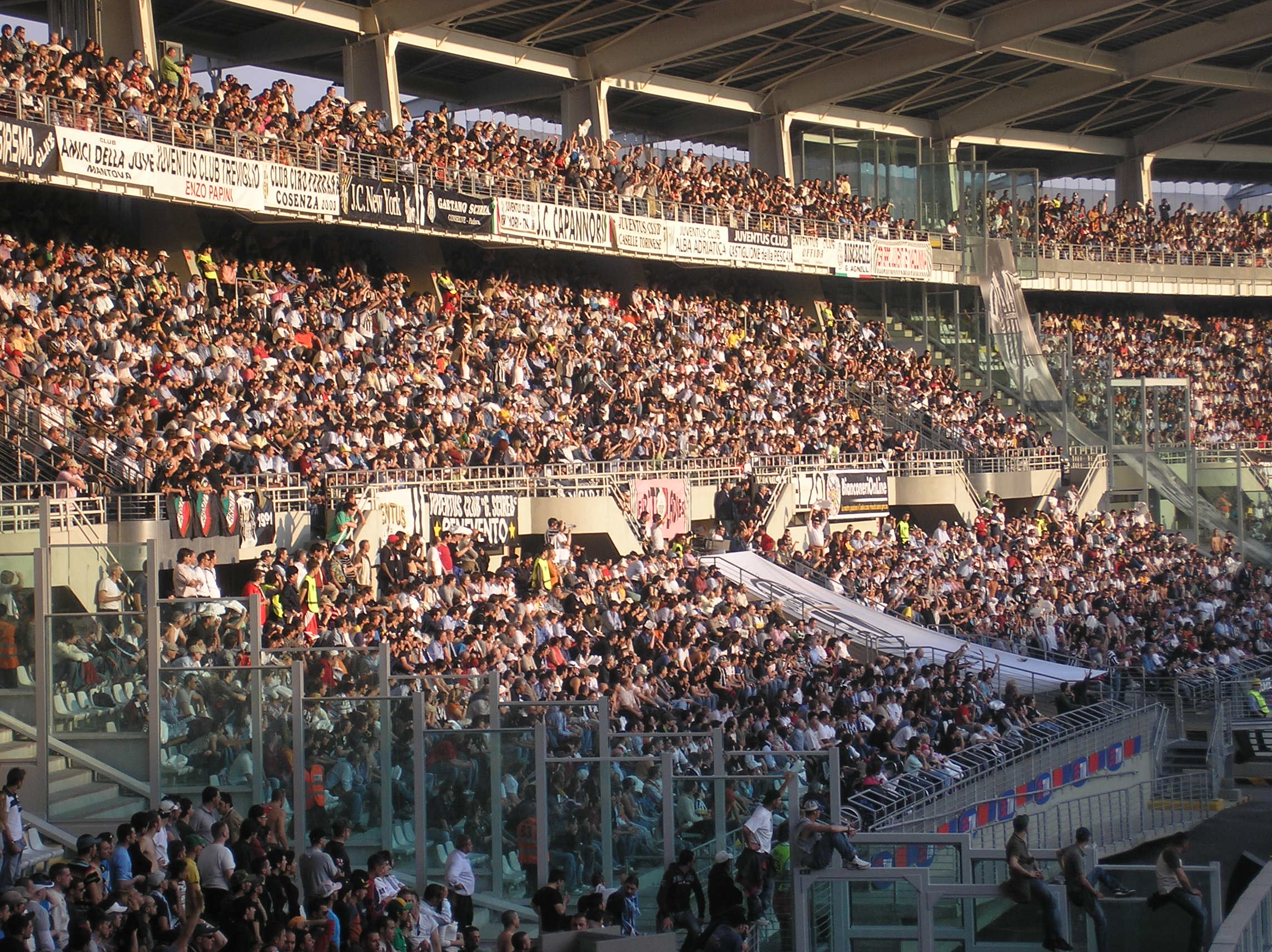
Kibice Juventusu na Stadio Olimpico di Torino podczas meczu Juventus – SSC Napoli w sezonie 2005/2006.

We Włoszech działają różne grupy kibiców Juventusu. Do najważniejszych należą m.in. Arditi, Drughi Bianconeri, Nucleo, Viking, Tradizione czy Bravi Ragazzi.
Kibice Juve posiadają oficjalny sojusz z holenderskim Den Haag (od 1989 r.). Drużyny darzą się sympatią, co widać między innymi po rozwieszonych na stadionach transparentach czy flagach. We Włoszech fani Starej Damy nawiązali dobre kontakty z kibicami Syrakuz – Siracusa Calcio.
Największą niechęcią kibice Starej Damy darzą natomiast rywali z Mediolanu – A.C. Milan i Inter Mediolan (pojedynki tych drużyn nazywane są derbami Włoch) oraz lokalnych przeciwników – Torino FC. Poza tymi zespołami fani Juventusu nie lubią się z kibicami: Fiorentiny, Romy, S.S. Lazio, SSC Napoli, Livorno (za lewicowe poglądy). Jeżeli chodzi o drużyny z zagranicy, kibice Juventusu są wrogo nastawieni wobec fanów angielskiego Liverpool F.C. (po tragedii na Heysel) oraz niemieckiej Borussii Dortmund (po przegranym finale Ligi Mistrzów w 1997 roku).
Stara Dama ma także wielu kibiców w Europie Środkowej (w tym w Polsce), ich liczbę szacuje się na około 4 miliony. Oficjalny polski fanclub Juventusu (JuvePoland.com) zrzesza ponad 27,500 tysięcy osób.

## Derby Turynu
Derby Turynu, lub „Derby della Mole” są to mecze rozgrywane z udziałem dwóch drużyn z tego miasta – Juventusu oraz Torino FC. Po raz pierwszy mecz między tymi dwoma klubami odbył się w 1906 roku (w tym samym roku powstało Torino FC).
| Rozgrywki         | Mecze | Juventus | Remis | Torino |
| ----------------- | ----- | -------- | ----- | ------ |
| Serie A           | 164   | 64       | 49    | 51     |
| Puchar Włoch      | 16    | 7        | 5     | 4      |
| Mecze towarzyskie | 43    | 17       | 7     | 19     |
| Razem             | 223   | 88       | 61    | 74     |

## Inne
- Amatori Giuoco del Calcio FC
- Audace Torino
- FC Torinese
- Ginnastica Torino
- Internazionale Torino
- Junior FC
- Pastore Torino
- Piemonte FC
- Sisport Fiat
- Torino FC
- US Torinese
- Vigor Torino